# Protea foliosa
Protea foliosa (лат.) — кустарник, вид рода Протея (Protea) семейства Протейные (Proteaceae), эндемик Капской области Южной Африки.

## Таксономия
Этот вид, по-видимому, является одним из последних протей, которые были описаны как новые. Вид описал южноафриканский ботаник Джон Патрик Рурк в 1975 году, однако этот вид был известен с начала XIX века. Рурк собрал этот вид в 1974 году в лесном заповеднике Ван-Штаденсберг между деревнями Лори и Оттерфорд, к западу от города Порт-Элизабет (образец № 1410), но впервые он был обнаружен британским коллекционером растений Уильямом Берчеллом в 1813 году в Свартватерсберге недалеко от деревни Рибик-Ист, и снова собран им в 1814 году на Ван-Штаденсберге. Немецкий исследователь ботаники Иоганн Франц Дреге собирал этот вид несколько раз в начале 1830-х годов. В своей работе 1843 года Zwei pflanzengeographische Documente Дреге использовал два названия для классификации этих образцов: Protea tenax (Мейсснер неправильно называет это «var. β») и P. magnoliifolia, но эта работа представляет собой только аннотированный маршрут путешествия и не включает формальные описания видов для любого из упомянутых новых таксонов. Другой немецкий ботаник Карл Цейгер также собирал этот вид примерно в то же время. Его образцы были названы Эрнстом Майером P. caulescens, по-видимому, только на листах образцов exsiccata, и Майер также не опубликовал формального описания, что привело к другому nomen nudum. В серии ботанических книг Prodromus швейцарский систематик Карл Мейсснер впоследствии классифицировал экземпляры Цейгера и Дреге как принадлежащие к своему таксону P. tenax var. latifolia в 1856 году, что стало синонимом nomina nuda нового сорта. Мейсснер приписывает это имя в работе Дреге 1843 года Генриху Вильгельму Буэку, имя которого указано в указателе в конце книги.
P. tenax — это низкорослый вид, который встречается в горных хребтах гораздо дальше на запад.
В 1912 году в Flora Capensis Отто Штапф и Эдвин Перси Филлипс ещё больше запутали ситуацию. Они поддержали синонимию Мейсснера, но странным образом классифицировали все экземпляры Дреге как P. tenax var. tenax, и, как ни странно, классифицировали образцы от других коллекционеров, которые попали в те же места, что и var. magnoliifolia, но изменили написание P. magnoliifolia на magnoliaefolia.
Дреге собрал свои образцы в четырёх местах: образец, названный им P. tenax, на умеренных высотах на северных склонах Зурберге и на лугах на низких высотах между деревнями Омсамкуло и Омтендо (теперь, возможно, в районе Маханды), названный P. magnoliifolia — на восточном склоне Ван-Штаденсберга на относительно низких высотах, и в соседний Галгебоше в лесу на малых высотах.
В ходе подготовительной работы для Flora Capensis Штапф обозначил образец Дреге, хранящийся в Шведском музее естественной истории, собранный либо на самом Ван-Штаденсберге, либо в Галгебоше, а первоначально идентифицированный как P. magnoliifolia, как голотип P. tenax var. latifolia. В то же время его партнер по написанию Филлипс определил, что экземпляр P. magnoliifolia из той же серии в гербарии Кью был номинирован на P. tenax Роберта Броуна. Это отождествление было подтверждено южноафриканским ботаником Хедли Брайаном Рикрофтом в 1960 году, хотя первоначально он добавил к нему var. Latifolia, прежде чем вычеркнуть эту часть.
Изотип коллекции Рурка 1974 года хранится в гербарии Кью.
В 1995 году Тони Ребело отнёс P. foliosa к секции Crinitae.

## Ботаническое описание

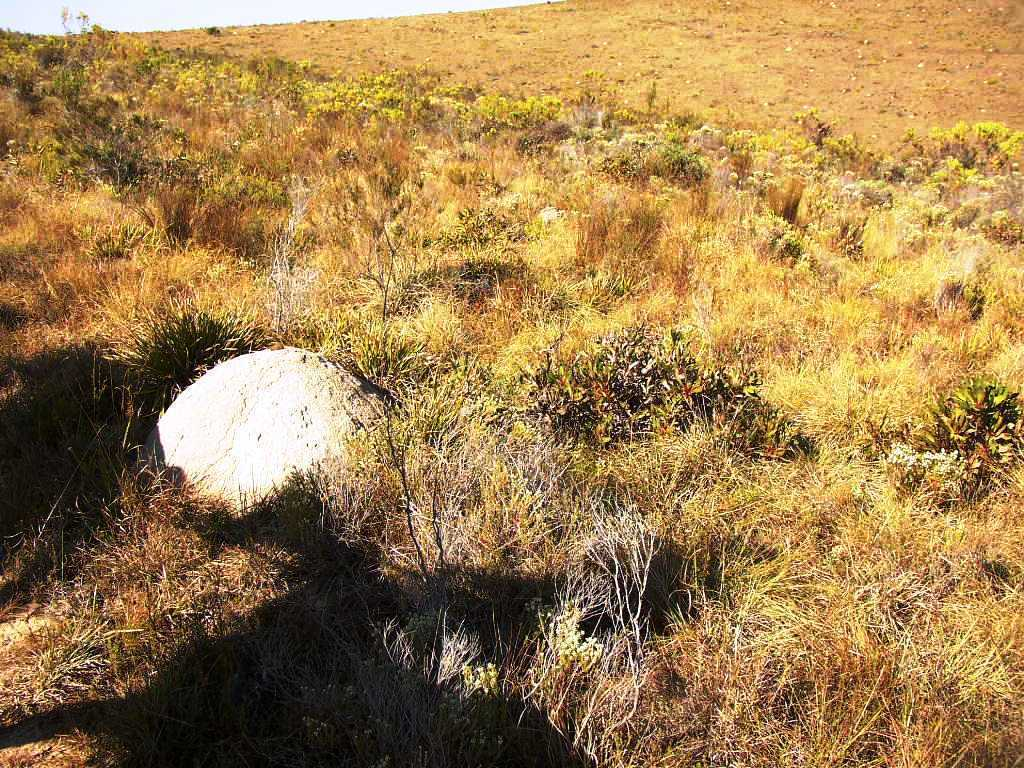
Общий вид Protea foliosa

Protea foliosa — округлый кустарник, достигающий до 1,5 м в высоту, хотя растения, растущие вокруг Грейамстауна не выше 1 м в высоту, а средняя высота 45-75 см. Несколько стеблей вырастают из подземного подвоя. Стебли толстые (60-80 мм в диаметре), гладкие и редковетвящиеся. Они способный пережить лесные пожары. Стебли прямостоячие, но тяжёлые соцветия склоняют их к земле. Зрелые листья гладкие, от ланцетной до широкоэллиптической формы. Соцветия представляют собой специализированные структуры, называемые псевдантией, также известные как цветочные головки, содержащие сотни редуцированных цветков, называемых соцветиями. Цветочные головки окружены «обволакивающими» прицветниками; эти прицветники окрашены в зеленовато-кремовый цвет, а на вершинах окаймлены белыми или бежевыми бородками волос. Это однодомное растение, оба пола встречаются в каждом цветке. Цветение происходит осенью, в основном с мая по июнь, с марта по сентябрь.
У этого вида листья, расположенные ниже соцветия, обвивают соцветие так, что скрывают последнее из виду. Возможно, что это эволюционная адаптация для приспособления к мелким млекопитающим, которые опыляют цветки — мелкие животные в такой ситуации менее опасаются сов или других воздушных хищников, если они скрыты покровом из широких и жёстких листьев.

### Похожие виды
Protea foliosa отличается от трёх других видов, классифицированных в секции Crinitae, P. intonsa, P. montana и P. vogtsiae, тем, что он растёт в форме куста с прямостоячими ветвями с концевыми, сгруппированными цветочными головками. Кроме того, это единственный вид в этой секции, чьи цветочные головки не видны из-за окружающих их листьев.
Вид P. recondita, который встречается на высоких горных склонах дальше к западу, также имеет верхние цветочные головки, которые обернуты окружающими и прилегающими листьями и прицветниками, но у этого вида отдельные головки распространяются намного выше на прямостоячих ветвях и не приближаются к земле.
P. foliosa долгое время путали с P. tenax. Первым, кто сделал это, был один из первых, в начале 1830-х годов, коллекционер этого растения, Дреге, который написал об этом виде частично под этим названием в 1843 году. Более поздние авторы поддержали эту путаницу, Мейсснер правильно определил, что коллекции с разными названиями были одним и тем же таксоном, но классифицировал его как новую разновидность, P. tenax latifolia. Начиная с Филлипса примерно в 1910 года, а позже — Штапфом (1912) и Райкрофтом (1960), оба назвали P. tenax и var. latifolia синонимами, причем оба таксона были идентифицированы по разным экземплярам, собранным в одних и тех же местах. Эта ситуация сохранялась до 1975 года, когда Рурк опубликовал свою статью The Protea tenax tangle. В настоящее время известно, что эти два вида не являются ни аллопатрическими, ни близкими.

## Распространение и местообитание
Protea foliosa — эндемик Капской области Южной Африки. Встречается от Эландсберга до Порт-Элизабет и от Рибика-Ист до Грейамстауна или реки Бушменс. Популяции могут состоять как из разрозненных растений, так и плотных зарослей. Площадь ареала — 9750 км². Почти исключительно встречается в финбоше, на дальнем востоке от протяженности финбосов, но вокруг Маханды растёт в луговых зарослях. Вид встречается на почвах, образованных песчаником, кварцитом или иногда в осадочных конгломератах. Часто растёт на влажных участках, где он может встречаться в изобилии, на высоте от 150 до 600 м над уровнем моря.

## Биология

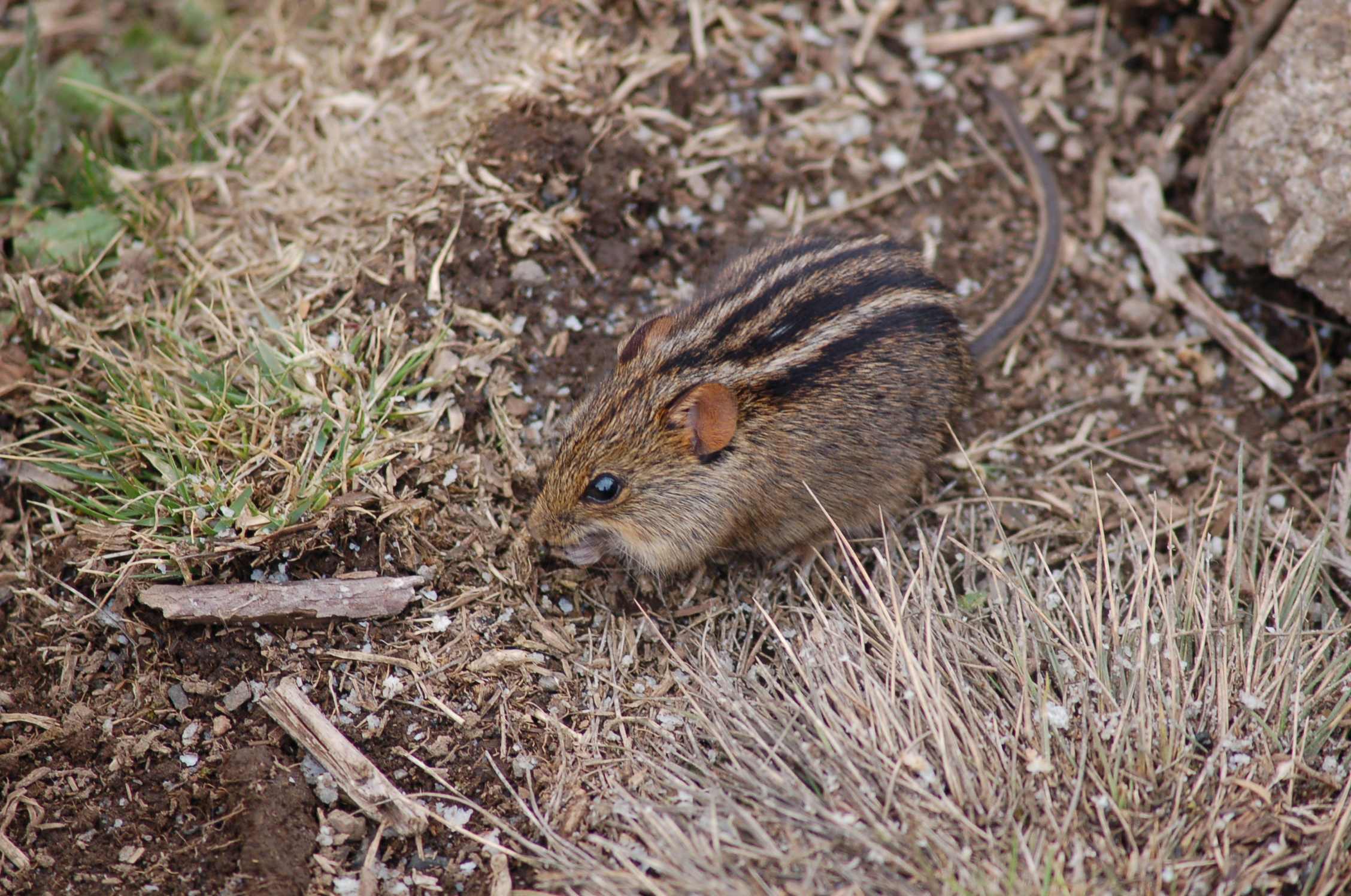
Основной опылитель P. foliosa - мышь Rhabdomys pumilio

Protea foliosa может вновь прорасти из подземного ствола после периодических лесных пожаров, проходящих через его местообитание. Семена хранятся в старых, засохших, древесных, огнестойких семенных головках на растении и высвобождаются из неё через два года после пожаров и разносятся ветром.
Хотя в одном источнике утверждается, что цветки этого вида опыляются птицами и насекомыми, с 1977 года предполаалось, что это действие было достигнуто грызунами. В 2015 году было доказано, что основной опылитель — вид Rhabdomys pumilio.

## Охранный статус
Этот вид обычен в своем ареале, где среда обитания является подходящей и не находится под угрозой исчезновения. Численность популяции считается стабильной по состоянию на 2019 год. Впервые вид был оценен Южноафриканским национальным институтом биоразнообразия для Красного списка южноафриканских растений как «вызывающий наименьшие опасения» в 2009 году. Эта оценка была повторена в 2019 году.
Этот вид сохраняется на охраняемых территориях лесного массива Лонгмур и лесного заповедника Ван-Штаденсберг.